# Pledging My Time
Pledging My Time ist ein Bluesrocksong von Bob Dylan, der erstmals im April 1966 als B-Seite der Single Rainy Day Women #12 & 35 veröffentlicht wurde. Zwei Monate später erschien der Song als zweiter Titel auf der Doppel-LP Blonde on Blonde. Die Aufnahmen wurden von Bob Johnston für Columbia Records produziert.

## Struktur und Aufbau des Songs
Das Lied ist technisch betrachtet ein 8-Takt-Blues mit dem Akkordschema A A D Dm A E A mit einer Bridge, die die Strophen verbindet und ohne Text gespielt wird. Die Akkordfolge dieses Teils, der im Laufe des Songs mehrmals wiederholt wird, ist A D A E. Dylans Mundharmonikaspiel wird gegen Ende des Songs stark vom Mikrofon verzerrt. Der Klang nähert sich damit dem einer Blues-Harp, im Gegensatz zu dem für ihn ansonsten typischen Folkklang der Mundharmonika.
Das Lied wird von Kenny Buttreys Schlagzeugspiel und den einleitenden Mundharmonikaklängen vorangetrieben. Es erinnert klanglich durch den Einsatz von Gitarre, Klavier, Schlagzeug und Mundharmonika stark an die Ära des Chicago Blues.
Lyrisch handelt das Stück von einem Liebhaber, der seiner Freundin viel Zeit und Aufmerksamkeit schenkt, sich dabei aber fragt, wie viel er im Gegenzug zurückbekommt. Dabei muss er gelegentlich auch Nebenbuhler ausstechen. Der Text ist stellenweise von Surrealismus geprägt.

## Entstehung
Bob Dylan hatte sich bereits bei den beiden Vorgängeralben zu Blonde on Blonde dem Blues genähert und ihn eigenständig verarbeitet. Besonders die Musiker des Chicago Blues, aber auch des Delta Blues hatten erheblichen Einfluss auf Dylan, der sich schließlich in großem Maße auf seinem 1965 erschienenen Album Highway 61 Revisited niederschlug, das einige elektrische und akustische Bluessongs enthält.
Neben Pledging My Time sind mit Leopard-Skin Pill-Box Hat und Temporary Like Achilles noch zwei weitere Blues auf Blonde on Blonde zu hören, diese haben jedoch (aufgenommen im Country-Domizil Nashville) eine andere Atmosphäre als die Songs auf dem Highway-61-Album.
Die Aufnahme von Pledging My Time fand statt am 8. März 1966. Neben Dylan waren daran die folgenden Musiker beteiligt: Charlie McCoy (Gitarre), Robbie Robertson (Gitarre), Wayne Moss (Gitarre), Joe South oder Henry Strzelecki (Bass), Hargus „Pig“ Robbins (Piano) und Kenny Buttrey (drums).

## Veröffentlichung
Das Stück erschien erstmals im April 1966 als B-Seite der Single Rainy Day Women #12 & 35. Die Single belegte Platz 2 der Billboard-Charts und Platz 7 in Großbritannien.
Einen Monat später erschien Pledging My Time als zweites Lied auf dem Doppelalbum Blonde on Blonde.

## Live-Versionen und Coverversionen
Obwohl schon 1966 entstanden, spielte Dylan das Stück live erst ab 1987 – ein  paar Male während der Temples in Flames Tour mit Tom Petty & the Heartbreakers und dann in den 1990ern bei Konzerten der Never Ending Tour.
Gecovert wurde das Lied erstmals 1969 von der japanischen Band The Apryl Fool. Es folgten Einspielungen von Luther Johnson und Greg Brown.